# Suðurfirðir Vestfjarða
Als Suðurfirðir Vestfjarða (deutsch: Südfjorde der Westfjorde) werden in Island der Patreksfjörður, der Tálknafjörður und der Arnarfjörður genannt. Sie liegen südlich des Ísafjarðardjúp an der Westküste dieser Halbinsel. Im Arnarfjörður gibt es wiederum vier Fjorde und eine Bucht, die Suðurfirðir genannt werden. 